# Heinkel He 343
343.
O Heinkel He 343 foi um bombardeiro quadrimotor de alta velocidade desenvolvido pela Heinkel, na Alemanha. Essencialmente era um Ar 234 em proporções maiores.[carece de fontes?] O nariz da fuselagem e o cockpit seriam diferentes, e teria dois tripulantes.
O seu desenvolvimento foi cancelado por ordem do estado alemão, que orientou todas as indústrias aeronáuticas a concentrarem-se no programa Jägernotprogramm.
Depois da Segunda Guerra Mundial, a União Soviética utilizou o design do He 343 no desenvolvimento do Ilyushin Il-22, alterando alguns parâmetros como o tamanho e o número de tripulantes. Um protótipo do Il-22 foi construído. Os resultados deste protótipo levaram ao desenvolvimento do Ilyushin Il-28.